# Shiori Miyake
Shiori Miyake (三宅 史織, 13 de octubre de 1995) és una futbolista japonesa.

## Selecció del Japó
Va debutar amb la selecció del Japó el 2013. Va disputar 17 partits amb la selecció del Japó. Ha disputat Copa del Món de 2019.

## Estadístiques
| Selecció del Japó | Selecció del Japó | Selecció del Japó |
| Anys              | Partits           | Gols              |
| ----------------- | ----------------- | ----------------- |
| 2013              | 1                 | 0                 |
| 2014              | 0                 | 0                 |
| 2015              | 0                 | 0                 |
| 2016              | 0                 | 0                 |
| 2017              | 5                 | 0                 |
| 2018              | 11                | 0                 |
| Total             | 17                | 0                 |